# Krigskommissær
Krigskommissær (også generalkrigskommissær) var oprindeligt, således i det 17. århundrede, betegnelsen for personer, der i krigstid beskikkedes til at lede forskellige sider af den militære forvaltning (udskrivning, indkvartering, proviantering mm.), ofte således, at hver enkelt virkede inden for en bestemt landsdel. I senere tid var krigskommissær (land-krigskommissær eller sø-krigskommissær, efter 1802 land- og sø-krigskommissær) navnet på de embedsmænd, der forestod udskrivningsvæsenet, nærmest svarende til de nuværende udskrivningschefer. I denne betydning forsvandt ordet ved lov af 23. marts 1851. Krigskommissær anvendtes også i ældre tid som blot titel.

## I Norge
Norges første generalkrigskommissær blev udnævnt i 1644. Indhold og organisering af embedet har varieret over tid, og det har ikke altid været besat. Opprinnelig var generalkrigskommissærens ansvarsområde hæren. Fra 3. oktober 1814 fungerede han både for hæren og marinen. Embedet blev nedlagt i Norge 31. december 1990 ved oprettelsen af Vernepliktsverket.